# لاون العاشر

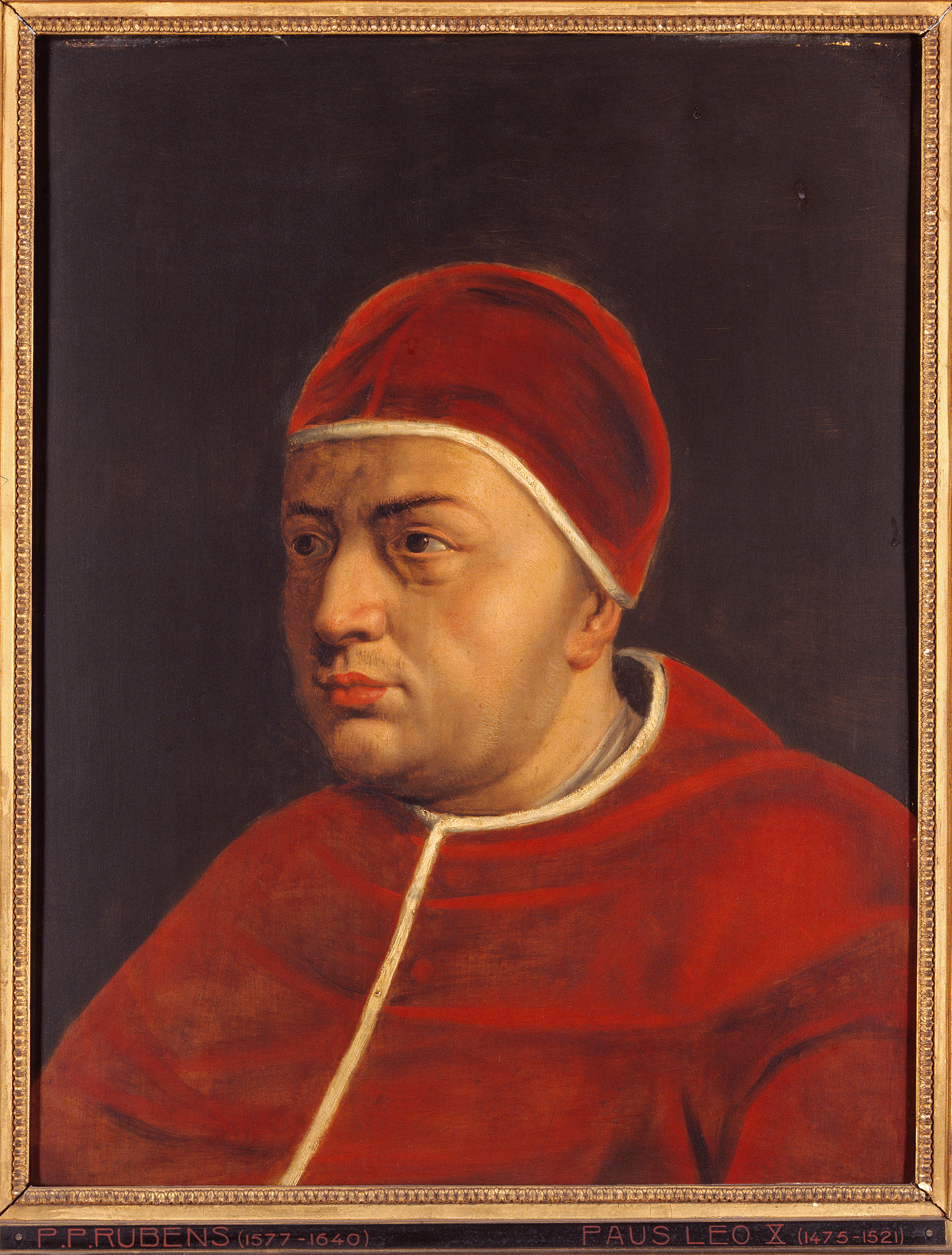
ليو العاشر

لاون العاشر أو ليون العاشر أو ليو العاشر وُلد باسم جوفاني دي لورينزو دي ميديشي (باللاتينية : Leo X ، فلورنسا، 11 ديسمبر 1475 -- روما، 1 ديسمبر 1521) ، بابا الكنيسة الكاثوليكية السابع عشر بعد المئتين من سنة 1513 حتى وفاته في ديسمبر 1521.
وُلد جيوفاني في عائلة ميديشي السياسية والمصرفية البارزة في فلورنسا ، وكان الابن الثاني لورينزو دي ميديشي ، حاكم جمهورية فلورنسا و كلاريشي أورسيني ، تم ترقيته إلى مرتبة الكاردينال في عام 1489. بعد وفاة البابا يوليوس الثاني ، تم انتخاب جيوفاني بابا. بعد تأمين دعم الشباب من أعضاء الكلية المقدسة، حمل إلى البلاط البابوي جمال وروعة ثقافة بلاطات عصر النهضة.